# Lucie Ninane
Lucie Ninane (1905-1998) est une historienne de l’art et conservatrice belge. 

## Biographie
Née en 1905, Lucie Ninane est la première historienne de l’art à défendre sa thèse, consacrée à l’église Saint-Jacques de Gand, à l’université de Gand en 1928. 
Conservatrice pendant plus de trente ans au Musée d’art ancien de Bruxelles (un des six musées actuels des Musées royaux des Beaux-Arts de Belgique), Lucie Ninane a été l’héroïne du film, La Souris péremptoire, de la réalisatrice belge Monique Quintart. Ce film, sous forme de documentaire, présente le portrait de cette femme d’une grande rigueur scientifique et fait ressortir son talent pédagogique auprès des jeunes. Le titre de ce film fait quant à lui référence à son caractère obstiné grâce auquel elle pouvait rentrer par le trou d’une serrure dans un lieu d’où on elle aurait dû être expulsée. 
Parallèlement à cette carrière muséale, Lucie Ninane enseigna également à l’université de Liège. En effet, cette praticienne, en tant que chef de travaux aux Musées royaux des Beaux-Arts de Belgique, fut chargée d’un cours libre de muséologie, créé à la suite d'une réforme du programme des cours de 1969. Ce cours était alors proposé aux étudiants en histoire de l’art, archéologie et musicologie. Cependant, des ennuis de santé l’ont empêché d’assurer ce cours de manière régulière. Elle reste toutefois une figure historique de la muséologie à l'université de Liège.